# The Awakening (Kamelot)
The Awakening è il tredicesimo album in studio del gruppo musicale statunitense Kamelot, pubblicato nel 2023.

## Tracce
Testi e musiche di Karevik, Youngblood, Palotai e Paeth, eccetto dove indicato.
1. Overture – 1:18
2. The Great Divide – 4:08 (Karevik, Youngblood, Palotai, Paeth, Liimatainen)
3. Eventide – 4:15
4. One More Flag in the Ground – 4:08
5. Opus of the Night (Ghost Requiem) – 5:48
6. Midsummer's Eve – 4:28
7. Bloodmoon – 4:51
8. Nightsky – 3:24
9. The Looking Glass – 4:51
10. New Babylon – 4:19 – featuring Simone Simons & Melissa Bonny
11. Willow – 3:51
12. My Pantheon (Forevermore) – 4:34
13. Ephemera – 2:56

## Formazione
- Tommy Karevik – voce
- Thomas Youngblood – chitarra
- Sean Tibbetts – basso
- Oliver Palotai – tastiera, cori
- Alex Landenburg – batteria, percussioni